# Фернандеш, Рикарду (бадминтонист)
Рикарду Фернандеш (порт. Ricardo Fernandes ; род. 12 ноября 1972 в г. Фуншал, Мадейра, Португалия) — португальский бадминтонист.
Участник Олимпийских игр 1992 в Барселоне в одиночном и парном разрядах. В одиночном разряде в первом раунде уступил Роберту Лильеквисту из Финляндии — 0:2 (3-15, 11-15). В парном разряде в первом раунде пара Рикарду Фернандеш/Фернанду Силва уступила паре Бенни Ли/Томми Риди из США — 0:2 (1-15, 10-15).
Чемпион Португалии в одиночном разряде (1990, 1991, 1993, 1994, 1995), в парном разряде (1990, 1993, 1994, 1995, 2003).